# IC 3717
IC 3717 ist eine Galaxie im Sternbild Jagdhunde am Nordsternhimmel. Sie ist schätzungsweise 324 Millionen Lichtjahre von der Milchstraße entfernt und hat einen Durchmesser von 65.000 Lichtjahren.
Im selben Himmelsareal befinden sich u. a. die Galaxien IC 3697, IC 3729, IC 3771, IC 3786.
Das Objekt wurde am 21. März 1903 von Max Wolf entdeckt.